# خط التماس مرتفعات قرة باغ

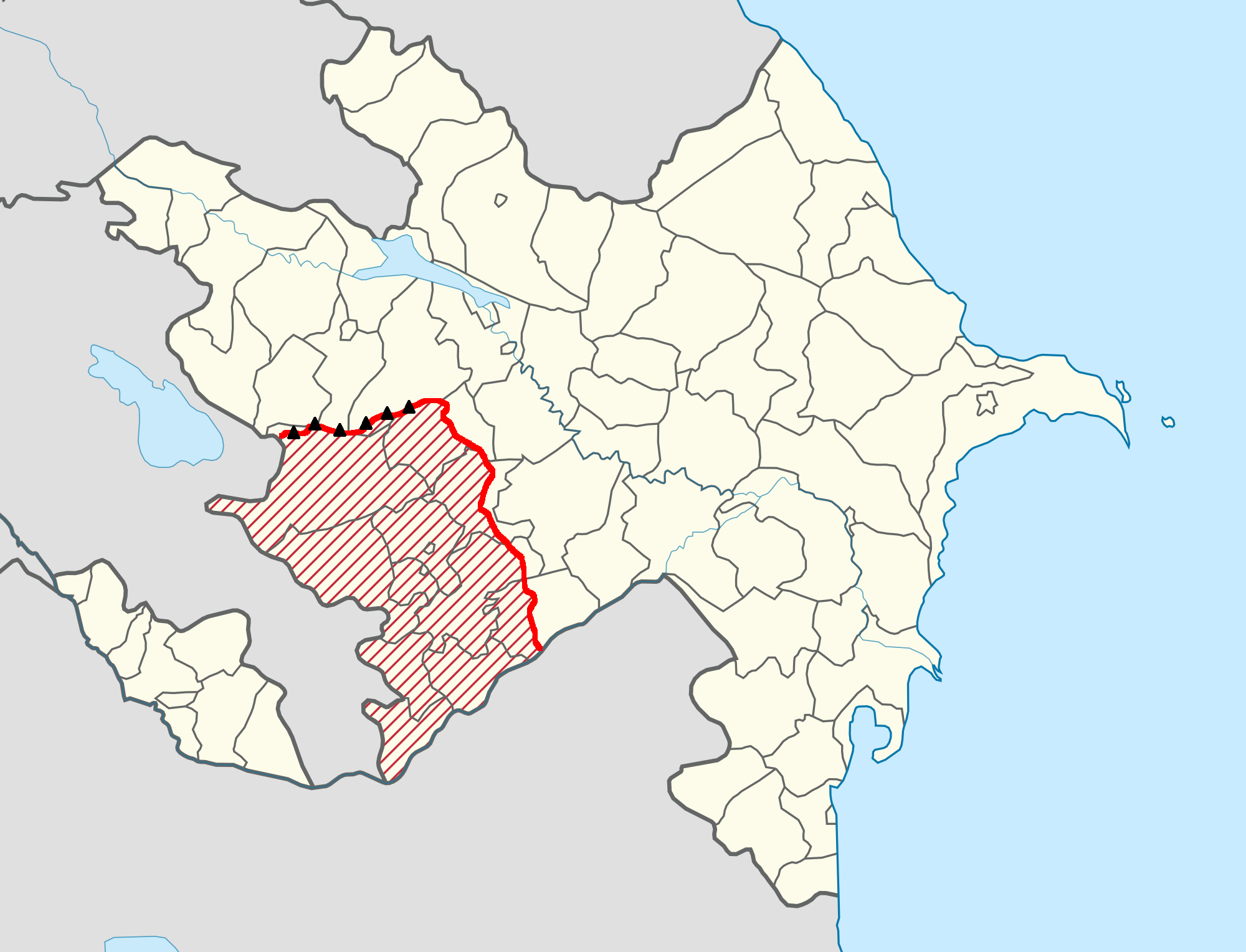
خط تماس ناغورنو كاراباخ (1994-2020) باللون الأحمر مع سلسلة جبال موروفداغ غير المحروسة إلى حد كبير في الشمال.

خط التماس (بالأرمنية: շփման գիծ)‏ (بالأذرية: təmas xətti)‏ فصل بين القوات الأرمنية (جيش دفاع أرتساخ) عن القوات المسلحة الأذربيجانية منذ حرب قره باغ الأولى. تم تشكيله في أعقاب وقف إطلاق النار في مايو 1994 الذي أنهى حرب قره باغ الأولى (1988-1994). سلسلة جبال موروفداغ هي الجزء الشمالي من خط التماس وهي في الأساس حدود طبيعية بين القوتين. كان طول خط التماس بين 180 كيلومتر (110 ميل) و 200 كيلومتر (120 ميل) حتى عام 2020. تم تغييره قليلاً لأول مرة منذ وقف إطلاق النار عام 1994 أثناء نزاع 2016، ولا تزال جوانب خط التماس الحالي منذ وقف إطلاق النار في عام 2020 بعد حرب قرة الثانية غير واضحة.

## المصطلح
يستخدم مصطلح «خط التماس» على نطاق واسع في الوثائق والبيانات الرسمية، بما في ذلك مجموعة مينسك التابعة لمنظمة الأمن والتعاون في أوروبا.
يشجع بعض المحللين الأرمن، بمن فيهم آرا بابيان، الجانب الأرمني على تجنب مصطلح «خط التماس»، وبدلاً من ذلك يطلق عليه «حدود الدولة» بين آرتساخ وأذربيجان. كتب عنه الصحفي والكاتب المستقل تاتول هاكوبيان أنها حدود دولة لأذربيجان وأرتساخ، وأشار إلى أنها تسمى «خط التماس» في المعجم الدولي.
في أذربيجان، غالبًا ما يُشار إلى «خط التماس» على أنه «خط الاحتلال» وفقًا لتصنيف مرتفعات قره باغ كأرض محتلة.

## وصف
كان خط التماس، فور وقف إطلاق النار، «منطقة هادئة نسبيًا بها أسلاك شائكة وجنود مسلحون بأسلحة خفيفة يجلسون في خنادق»، بحسب توماس دي وال. كانت هناك أيضًا منطقة محرمة كبيرة نسبيًا بعد وقف إطلاق النار كان عرضها عدة كيلومترات في بعض الأماكن. تم تخفيضه إلى بضع مئات من الأمتار في معظم مناطق خط التماس بسبب إعادة الانتشار الأذربيجاني في المنطقة العازلة السابقة. في عام 2016، كان هناك حوالي 20.000 رجل على كل جانب من خط التماس العسكري. منذ وقف إطلاق النار، أصبح خط التماس منطقة عازلة عسكرية ومحصنة وملغومة بشكل كبير ومليئة بالخنادق. وفقًا لدي وال، فهي «المنطقة الأكثر عسكرة في أوروبا الأوسع» وواحدة من أكثر ثلاث مناطق عسكرة في العالم (إلى جانب كشمير وكوريا). تمت مقارنة الخنادق على طول خط التماس على نطاق واسع بخنادق الحرب العالمية الأولى.
يتم مراقبة خط الاتصال بانتظام من قبل مجموعة من ستة مراقبي منظمة الأمن والتعاون في أوروبا، برئاسة أندريه كاسبريزيك من بولندا. هناك تبادل لإطلاق النار بشكل يومي تقريبًا. كانت هناك انتهاكات كبيرة لوقف إطلاق النار في مناسبات مختلفة، وعادة ما تتميز بقتال منخفض الحدة. وقع قتال كبير في أبريل / نيسان 2016، عندما تم تغيير خط التماس لأول مرة منذ وقف إطلاق النار، وإن لم يكن بشكل كبير. وفقًا للورنس برويرز من تشاتام هاوس:«"على الرغم من أن أجزاءً صغيرة من الأراضي قد تغيرت للمرة الأولى منذ عام 1994، يبدو أن القليل من الأهمية الاستراتيجية قد تغير على الأرض"». كانت اشتباكات عام 2016 هي المرة الأولى منذ وقف إطلاق النار عام 1994 التي استخدمت فيها المدفعية الثقيلة، بينما شهد نزاع عام 2020 استخدام المدفعية الثقيلة، والحرب المدرعة، وحرب الطائرات بدون طيار.في 9 أكتوبر 2020، عندما خاطب الرئيس الأذربيجاني إلهام علييف الأمة، قال: «"لا يوجد وضع قائم. لا يوجد خط التماس. لقد حطمناه"».

## تأثير
وبحسب كولوسوف وزوتوفا (2020)، فإن «انتشار الوحدات العسكرية على طول خط الفصل، والنظام الخاص للمنطقة الحدودية من الجانبين، والمناوشات المستمرة، وتدمير أثناء الحرب وبعدها مباشرة لعدد من المدن والمستوطنات الأخرى حول المناطق الحدودية إلى صحراء اقتصادية».
ووفقًا لمجموعة الأزمات الدولية، فإن 150.000 أرميني في قره باغ «في متناول الصواريخ الأذربيجانية وقذائف المدفعية»، بينما يعيش حوالي ضعف العدد من الأذربيجانيين (300000) «في المنطقة التي يبلغ عرضها 15 كيلومترًا على طول الجانب الأذربيجاني من خط التماس.»

### تحذيرات من السفر
في 2020 حذرت الولايات المتحدة والمملكة المتحدة وأستراليا مواطنيها من السفر إلى خط التماس بين أذربيجان وأرتساخ.

## إنظر أيضا
• الحدود الأذربيجانية الأرمينية